# Heraclea Pontica
Heraclea (meestal Heraclea Pontica genoemd, ter onderscheiding van andere gelijknamige steden) was een Griekse havenstad aan de Zwarte Zee, op de noordkust van Klein-Azië, nu Ereğli geheten.
De stad, gelegen op ca. 200 km oostwaarts van de Bosporus, werd rond 560 v.Chr. gesticht door kolonisten uit Megara en Boeotië. In 364 v.Chr. vestigde een zekere Clearchus, een leerling van Isocrates en Plato, er een tyrannis die tot 280 v.Chr. zou stand houden en toen vervangen werd door een democratisch bestuur.
Tot in de 3e eeuw v.Chr. was Heraclea het belangrijkste Griekse handelscentrum op de zuidelijke kust van de Zwarte Zee, en stichtte op zijn beurt de kolonies Callatis (op de westkust van de Zwarte Zee, nu in Roemenië gelegen) en Chersonesus (op de Krim). De vestiging van de Galaten in Klein-Azië, én de opkomst van de koninkrijken Bithynië en Pontus ondermijnden aanzienlijk de positie van Heraclea.
In 185 v.Chr. sloot de eens zo machtige handelsstad een verbond met Rome, maar in 74 v.Chr. moest ze zich dan weer onder dwang aansluiten bij Mithridates VI. In 70 v.Chr. werd ze daarna ingenomen en verwoest door de Romeinse proconsul Marcus Aurelius Cotta. Na de heropbouw bereikte Heraclea nooit meer haar vroegere glorie.
Een curiosum: in de buurt van de antieke stad werd in het zogenaamde dal van de Acheron een grot aangewezen waarlangs Heracles zou zijn afgedaald naar de Onderwereld, om de hellehond Kerberos bij koning Eurystheus te brengen.

## Referentie
- D.R. Wilson, art. HERAKLEIA (Ereğli) Pontus, Turkey, in R. Stillwell – W.L. McDonald – M. Holland McAllister (edd.), The Princeton Encyclopedia of Classical Sites, Princeton, 1976.